# Picot garser frontgrís
El picot garser frontgrís (Picoides canicapillus) és una espècie d'ocell de la família dels pícids (Picidae) que habita la selva, bosc, matolls, manglars i terres de conreu, des del nord-est del Pakistan, nord i est de l'Índia, centre, est i sud de la Xina, sud-est de Sibèria i Corea i, cap al sud, a través del Sud-est Asiàtic fins Borneo, Sumatra i Taiwan.